# Forest Silence
Forest Silence est un groupe hongrois (one man band) de black metal, originaire de Szombathely.

## Biographie
Le groupe est formé en 1996 ou 1997, selon les sources, à Szombathely, en Hongrie,, par l'unique membre et claviériste Winter, en tant que projet parallèle de Sear Bliss. L'année de la création de Forest Silence, sa première production officielle voit le jour sous forme de démo cassette intitulée The 3rd Winter. Trois ans après sort la première production du groupe sous format CD. Il s'agit de la démo Wintercircle. Cette œuvre est suivie par la démo The Eternal Winter, publiée en 2002.
En 2006, Forest Silence signe au label Candlelight Records, et publie en novembre la même année son premier véritable album studio intitulé Philosophy of Winter,. Cet opus marque un pas dans l'évolution de la carrière du groupe. Cet album recevra un succès bien plus grand que ses prédécesseurs. La principale raison est que les compositions sont plus matures et aussi plus travaillées, recherchées que celles des démos. Également, la qualité d'enregistrement est bien supérieure sur cet opus, par rapport aux démos où la qualité était très minimaliste,,.
En 2010, Forest Silence publie l'album studio Winter Ritual.

## Style musical
Le style musical du groupe est globalement lente et assez répétitif. L'ambiance qui se dégage des compositions est froide et malsaine. Le principal thème des paroles est l'hiver. Bravewords décrit leur musique comme « une tempête incroyable et monstrueuse de sons atmosphérique et de chaos, de tons de guitare, de voix extrêmes et de clavier glacial. » Pour U-Zine, le groupe se serait initialement lancé dans le genre dark ambient.

## Membres

### Membre actuel
- Winter - chant, tous les instruments (depuis 1996)[3]

### Musiciens de session
- András Nagy - guitare[3]
- Zoltan Schönberger - batterie

## Discographie
- 1997 : The 3rd Winter
- 2000 : Wintercircle
- 2002 : The Eternal Winter
- 2006 : Philosophy of Winter
- 2010 : Winter Ritual